# Jan Verboog
Jan Verboog (Oegstgeest, 25 december 1918 – Kuie, 16 augustus 1943) was Nederlands militair met de rang van Sergeant-Vlieger der Militaire Luchtvaart van het Koninklijk Nederlands-Indisch Leger en ontvanger van de militairen onderscheiding de Bronzen Leeuw voor zijn heldendaad tijdens de Slag om Java.

## Bronzen Leeuw
Op de voordracht van onze Minister van Overzeese Gebiedsdelen van 5 November 1948, toe te kennen de Bronzen Leeuw postuum aan; Sergeant Vlieger der Militaire Luchtvaart van het Koninklijk Nederlandse Indonesisch Leger J. Verboog. 
Heeft zich door het bedrijven van bijzonder moedige en beleidvolle daden in de strijd tegenover de vijand onderscheiden. 
Tijdens een offensieve verkenning op 1 Maart 1942, welke door 2 Curtiss Falcons der Militaire Luchtvaart werd uitgevoerd boven vijandelijke land- en zeesolen ter hoogt van Blora en Tjepoe (Midden-Java), waarbij Sergeant Verboog optrad als 2e bestuurder luchtschutter van het leidende vliegtuig, werd zijn toestel zwaar beschadigd, terwijl de eerste bestuurder, een luitenant, ernstig werd verwond en buiten gevecht werd gesteld.
Sergeant Verboog nam onmiddellijk de besturing over en voerde een geslaagde noodlanding op zee uit. 
Alhoewel tegen diens bevel, en met wegcijfering van eigen levensgevaar, haalde hij de gewonde luitenant uit het zinkende vliegtuig, waarop hij hem naar de kust bracht, daarbij de afstand van 200 m zwemmende onder vijandelijk mitrailleurvuur afleggende. Dankzij zijn grote koelbloedigheid, kundig en beleidvol optreden en uniek doorzettingsvermogen, redde hij het leven van zijn commandant.
Sergeant Verboog overleed eind 1943 in krijgsgevangenschap in Siam.